# جون دنيس جونستون
جون دنيس جونستون (بالإنجليزية: John Dennis Johnston)‏ هو ممثل أمريكي، ولد في 10 نوفمبر 1945 في الولايات المتحدة.

## أعمال

### أفلام
- (1977) آني هال
- (1977) لقاءات قريبة من النوع الثالث[3][4][5]
- (1985) بال رايدر[6]

### مسلسلات
- جوال تكساس ووكر

## وصلات خارجية
- جون دنيس جونستون على موقع IMDb (الإنجليزية)
- جون دنيس جونستون على موقع ألو سيني (الفرنسية)
- جون دنيس جونستون على موقع أول موفي (الإنجليزية)
- جون دنيس جونستون على موقع قاعدة بيانات الأفلام السويدية (السويدية)
- جون دنيس جونستون على موقع قاعدة بيانات الفيلم (الإنجليزية)
- جون دنيس جونستون على موقع كينوبويسك (الروسية)